# Ángel Fernández Collado
Ángel Fernández Collado (Los Cerralbos, 30 maggio 1952) è un vescovo cattolico spagnolo, dal 9 aprile 2024 vescovo emerito di Albacete.

## Biografia
Collado è nato a Los Cerralbos il 30 maggio 1952.

### Formazione e ministero sacerdotale
Ha frequentato il seminario minore di Talavera de la Reina e poi ha compiuto gli studi ecclesiastici nel seminario maggiore "San Ildefonso" di Toledo. Nel 1977 ha conseguito la laurea in teologia presso la sede di Burgos della Facoltà di teologia della Spagna settentrionale. Nel 1984 ha ottenuto la licenza in storia della Chiesa presso la Pontificia Università Gregoriana di Roma e il diploma in archivistica presso la Scuola vaticana di paleografia diplomatica e archivistica. Nel 1990 ha ottenuto il dottorato in teologia presso la Pontificia Università Gregoriana.
Il 10 luglio 1977 è stato ordinato presbitero. In seguito è stato vicario parrocchiale della parrocchia del Buon Pastore dal 1977 al 1978 e della parrocchia di San Giuseppe Operaio dal 1978 al 1982; assistente ecclesiastico diocesano dell'Azione Cattolica femminile, cappellano delle Serve di Maria e ausiliare dell'archivio della cattedrale primaziale di Santa Maria dal 1984; professore ordinario di storia della Chiesa in seminario dal 1984; vice-segretario dell'Associazione per gli studi visigotici e mozarabici di Toledo dal 1985; delegato per il patrimonio culturale e artistico dal 1987; postulatore per le cause di beatificazione e canonizzazione dal 1992; decano della sezione di sacra teologia dell'Istituto teologico Sant'Ildefonso di Toledo dal 1993; delegato episcopale per la Caritas diocesana dal 1996 al 1998; delegato episcopale per la vita consacrata e direttore del segretariato per la formazione permanente del clero dal 1998; pro-vicario generale; canonico della cattedrale primaziale di Santa Maria dal 2001; professore all'Istituto superiore di studi teologici "Sant'Ildefonso" dal 2002; vicedirettore e coordinatore del biennio di storia ecclesiastica dell'Istituto superiore di studi teologici "Sant'Ildefonso" dal 2008; archivista della cattedrale e delle biblioteche capitolari dal 2003; vicario generale, moderatore della curia e membro del collegio dei consultori dal 2010 e coordinatore della sezione storica dell'Aula de Estudios Hispano-Mozárabes dal 2012.

### Ministero episcopale

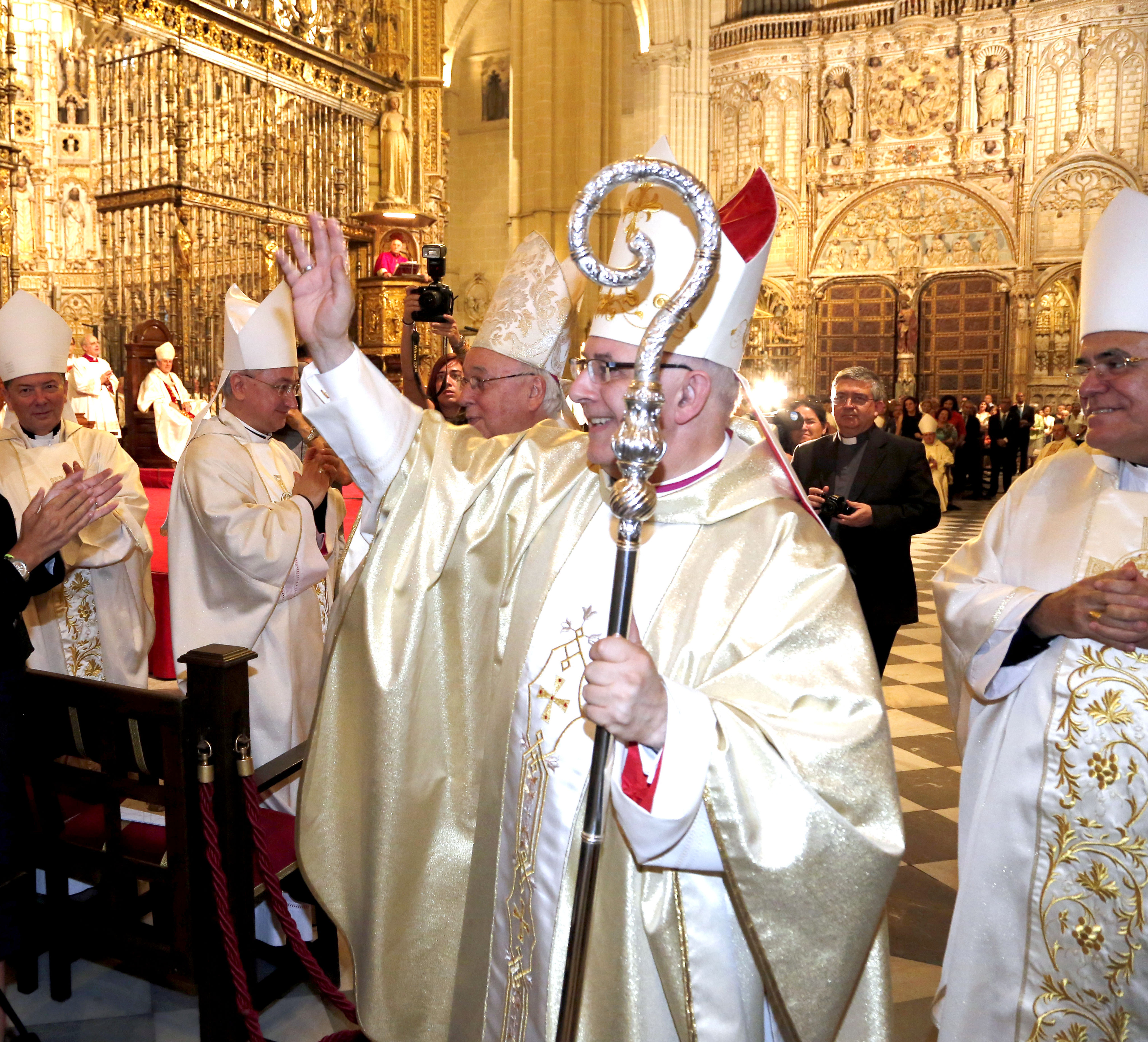
Monsignor Fernández Collado durante la sua ordinazione episcopale il 15 settembre 2013.

Il 28 giugno 2013 papa Francesco lo ha nominato vescovo ausiliare di Toledo e titolare di Iliturgi. Ha ricevuto l'ordinazione episcopale il 15 settembre successivo nella cattedrale primaziale di Santa Maria a Toledo dall'arcivescovo metropolita di Toledo, co-consacranti i cardinali Francisco Álvarez Martínez, arcivescovo emerito della stessa arcidiocesi, e Antonio Cañizares Llovera, prefetto della Congregazione per il culto divino e la disciplina dei sacramenti.
Il 25 settembre 2018 lo stesso papa Francesco lo ha nominato vescovo di Albacete. Ha preso possesso della diocesi il 17 novembre successivo.
In seno alla Conferenza episcopale spagnola è presidente del sottocomitato per i beni culturali dal 2020 e membro della commissione per la liturgia dal 2014.
Il 9 aprile 2024 papa Francesco ha accolto la sua rinuncia al governo pastorale della diocesi di Albacete.

## Opere
- Gregorio XIII y Felipe II en la nunciatura de Felipe Sega (1577-1581): aspectos político, jurisdiccional y de reforma (1991).
- El Concilio Provincial Toledano de 1582 (1995).
- El Concilio Provincial Toledano de 1565 (1996).
- La Catedral de Toledo en el siglo XVI : vida, arte y personas (1999).
- Obispos de la provincia de Toledo (1500-2000)(2000).
- Los informes de visita «ad limina» de los arzobispos de Toledo (2002).
- Las rentas del clero en 1822: Arzobispado de Toledo (2005).
- Guía del archivo y biblioteca capitulares de la catedral de Toledo (2007).
- Historia de la Iglesia en España: Edad Moderna (2007).
- La Guerra de la Independencia y la Catedral de Toledo (1808-1814) (2009).

## Genealogia episcopale
La genealogia episcopale è:
- Cardinale Scipione Rebiba
- Cardinale Giulio Antonio Santori
- Cardinale Girolamo Bernerio, O.P.
- Arcivescovo Galeazzo Sanvitale
- Cardinale Ludovico Ludovisi
- Cardinale Luigi Caetani
- Cardinale Ulderico Carpegna
- Cardinale Paluzzo Paluzzi Altieri degli Albertoni
- Papa Benedetto XIII
- Papa Benedetto XIV
- Papa Clemente XIII
- Cardinale Giovanni Francesco Albani
- Cardinale Carlo Rezzonico
- Cardinale Antonio Dugnani
- Arcivescovo Jean-Charles de Coucy
- Cardinale Gustave-Maximilien-Juste de Croÿ-Solre
- Vescovo Charles-Auguste-Marie-Joseph Forbin-Janson
- Cardinale François-Auguste-Ferdinand Donnet
- Vescovo Charles-Emile Freppel
- Cardinale Louis-Henri-Joseph Luçon
- Cardinale Charles-Henri-Joseph Binet
- Cardinale Maurice Feltin
- Cardinale Jean-Marie Villot
- Arcivescovo Mario Tagliaferri
- Arcivescovo Braulio Rodríguez Plaza
- Vescovo Ángel Fernández Collado